# Костадин Пачеманов
Костадин Ангелов Пачеманов е български офицер, сътрудник на Държавна сигурност.

## Биография
Роден е на 24 май 1942 г. в хасковското село Орешец. От 1973 г. е заместник-началник на Районно управление на МВР-Харманли. През 1975 г. изкарва шестмесечен курс в школата на КГБ в Москва. От 1980 г. е началник на Районно управление на МВР в Хасково, а през 1986 г. е началник на Областното управление на МВР-Хасково. От 1988 г. е първи заместник-началник на ДС на Областното управление на МВР. Между 26 март 1990 и 1 ноември 1991 г. е директор на РДВР-Хасково.